# Heinrich Detering
Heinrich Detering (Neumünster, 1959. november 1. –) német irodalomtudós, irodalomkritikus, fordító és lírikus.

## Életpályája
Germanisztikát, protestáns hittudományt, skandinavisztikát és filozófiát tanult Göttingenben, Heidelbergben és Odensében (Dánia). 2005 óta, Kielben töltött időszaka után a Göttingeni Georg-August-Egyetemen tanít az új német irodalomtudomány professzoraként. 2007-től a germanisztikai intézet igazgatója. Nős (1984-től), három gyermeke van.

## Elismerései
- Raabe-Társaság dicsérete (1989)
- Göttingeni Tudományos Akadémia dicsérete (1990)
- Wieperdorf-ösztöndíj (1993)
- "Landeskulturverband Schleswig-Holstein" dicsérete (2001)
- Kritika dicsérete (2003)
- Gottfried-Wilhelm-Leibniz-dicséret (2008)

## Művei
- Zeichensprache. 22 Gedichte, 1978
- Das offene Geheimnis, Wallstein, 1994
- Theodizee und Erzählverfahren, Vandenhoeck & Ruprecht, 1997
- Grundzüge der Literaturwissenschaft [kiadott Heinz Ludwig Arnold-dal]
- Herkunftsorte, Boyens-kiadás, 2001
- Autorschaft, Metzler, 2002
- Kunstautonomie und literarischer Markt. Konstellationen des Poetischen Realismus, [kiadott Gerd Elversberg-gel] Schmidt-kiadás, Berlin, 2003
- Schwebstoffe, Wallstein-kiadás, 2004
- Frauen, Juden, Literaten. Eine Denkfigur beim jungen Thomas Mann, Fischer, 2005
- Andersen und andere. Kleine dänisch-deutsche Kulturgeschichte Kiels, Boyens Buchverlag, 2005
- Bob Dylan. Reclam, Ditzingen, 2007